# Феликс, Джули
Джули Энн Феликс (англ. Julie Ann Felix; 14 июня 1938, Санта-Барбара — 22 марта 2020, Чорливуд) — американо-британская фолк-исполнительница и автор песен, добившаяся успеха на британском телевидении в конце 1960-х и начале 1970-х годов. В последующие годы выпускала альбомы на собственном звукозаписывающем лейбле. 

## Ранние годы и образование
Родилась 14 июня 1938 года в Санта-Барбаре, штат Калифорния в семье Лоренцо Феликса, мексиканского происхождения, и его жены Дорис  (в девичестве Родерхавер) с индейскими и валлийскими корнями. В 1956 году она окончила Вестчестерскую среднюю школу в Лос-Анджелесе.
Феликс выросла в музыкальной семье: отец был профессиональным музыкантом ансамбля марьячи, игравшим на гитаре и аккордеоне, а мать — певицей-любительницей, которой нравились баллады Бёрла Айвза. Отец научил ее играть на укулеле, а затем на гитаре, и она написала свою первую песню в возрасте семи лет.

## Годы успеха
После изучения сценической речи и драматического искусства в Калифорнийском университете в Санта-Барбаре Феликс некоторое работала учительницей физкультуры в школе для детей-инвалидов. Учась, она начала свою музыкальную карьеру, исполняя песни городских клубах. Она рано увлеклась фолк-музыкой, но не смогла начать карьеру в Америке, даже на фоне возрождения фолка в начале 1960-х годов.
Накопив 1000 долларов и вдохновившись романом поколения битников «В дороге», в 1962 году она отправилась в двухлетнее путешествие автостопом по Европе, играя в барах и кофейнях, чтобы подзаработать. Во время пребывания на греческом острове Идра познакомилась с Леонардом Коэном. Ей приписывают содействие в процессе превращения его стихов в песни, и она была первой, кто популяризовал его песни в Великобритании. 
В 1964 году она обосновалась в Великобритании и стала первой сольной фолк-певицей, подписавшей контракт с крупным британским звукозаписывающим лейблом, когда заключила контракт с Decca Records. Несмотря на ее калифорнийский акцент и на то, что она пела песни американцев Вуди Гатри, Боба Дилана и Пола Саймона, ее называли «британским ответом Джоан Баэз», американке, за которую её иногда принимали. Она стала известна на фолк-сцене за очень короткое время. Первым крупным прорывом стало выступление в качестве хедлайнера в Fairfield Hall в Кройдоне в 1965 году, и уже в том же году она стала первой фолк-исполнительницей, устроившей аншлаг на сольном концерте в Альберт-холле. Издание The Times назвало её «ведущей (первой) леди британского фолка», несмотря на американское происхождение. Феликс также стала первой «поп»-исполнительницей, выступившей в Вестминстерском аббатстве, сыграв на концерте в честь празднования его 900-летия.
В 1966 году, по пути на вечеринку по случаю выхода ее дебютного альбома, Феликс случайно встретилась с комиком Дэвидом Фростом в лифте своего многоквартирного дома в Челси. Фрост составил ей компанию на мероприятии, и был настолько впечатлён её выступлением, что попросил BBC пригласить её постоянной музыкальной исполнительницей в свою новую телепередачу The Frost Report (1966–1967; помимо неё на передаче выступал американский музыкальный сатирик Том Лерер). Её появления на шоу сделали её широко известной в Великобритании. 
В 1966 году, после окончания контракта с Decca, Феликс подписала новый контракт с Fontana Records, дочерней компанией голландского лейбла Philips. В период с 1966 по 1969 год она записала для Fontana шесть альбомов. Её первая LP на лейбле, Changes, стала хитом UK Albums Chart, достигнув 27-й строчки, и лейбл выпустил две дополнительных EP с песнями, которые Феликс исполняла на шоу The Frost Report.
В 1967 году при активной поддержке Фроста Феликс получила собственное музыкальное эстрадное шоу на BBC Two, которое транслировалось с 1967 по 1969 год, — Once More With Felix. Премьерный эпизод был показан 9 декабря 1967 года. Это был первый цветной сериал BBC и одно из первых британских шоу этого жанра, ведущей которого была «поп»-исполнительница. (Премьера шоу Дасти Спрингфилд Dusty, состоялась 18 месяцами ранее, в июне 1966 года).
В шоу Once More with Felix и его преемнике The Julie Felix Show (1970) гостями были многие известные музыканты, включая Дасти Спрингфилд, Билли Престона, The Kinks, Тима Бакли, The Hollies, The Incredible String Band, Fleetwood Mac и The Four Tops, а также комики Питер Кук и Спайк Миллиган. В 1968 году она пригласила выступить своего давнего друга Леонарда Коэна, что ознаменовало его дебют на британском телевидении, а во время выпуска с лидером группы Led Zeppelin, Джимми Пейдж дал редкое сольное выступление, исполнив на гитаре композиции «White Summer» и «Black Mountain Side».
Феликс регулярно выступала со своими гостями: сохранившиеся фрагменты шоу включают её дуэт с Коэном, пение и игру на гитаре с The Incredible String Band их песни «Paintbox» и исполнение собственной песни «Going to the Zoo» с The Hollies. К сожалению, впоследствии большинство записей ее выступлений были стёрты, и сохранились лишь отдельные фрагменты, которые сильно различаются по качеству, некоторые из которых можно посмотреть на YouTube.
В 1968 году Феликс была задержана с марихуаной в аэропорту Хитроу по пути в Амстердам. Её арестовали, предъявили обвинение и выпустили под залог, что нанесло некоторый урон её репутации, хотя ее телешоу не было отменено. 
В 1970 году у нее было два хита в UK Singles Chart. Первой была песня под названием «If I Could», на мотив El Cóndor Pasa, а вторая, чуть менее успешная, «Heaven Is Here», была написана Эрролом Брауном и Тони Уилсоном из группы Hot Chocolate.

## Личная жизнь
В 1960-е годы у Феликс был короткий роман с Полом Маккартни, хотя они держали его в секрете, поскольку Маккартни в то время «официально» всё ещё состоял в отношениях со своей давней подругой Джейн Эшер. Возможно, у неё также был роман с певицей Дасти Спрингфилд.
В 1967 году она была недолго замужем за Дэвидом Эвансом.
19 декабря 1971 года она родила своего единственного ребёнка, дочь Танит Александру Терезу Гуадалупе, которую приняла решение воспитывать сама, как мать-одиночка. Феликс не стала обсуждать отца ребёнка и никогда не раскрывала его личность.

## Последующие годы и смерть
Феликс продолжала записываться на протяжении всей своей карьеры и выпустила четырнадцать альбомов на различных лейблах в период с 1972 по 2018 год; многие из них были выпущены на ее собственном лейбле Remarkable Records. 
В конце 1970-х годов Феликс на несколько лет переехала в Норвегию, но разочаровавшись в том, в каком направлении развивалась её карьера, вернулась в родную Калифорнию, где сделала перерыв в музыке, чтобы изучать йогу и другие духовные практики. Она возобновила выступления в конце 1980-х годов и вернулась в Великобританию, где прожила до конца жизни.
В жизни певицы большую роль играли социальный активизм и благотворительность. Она участвовала во многих гуманитарных проектах в защиту прав женщин, беженцев и жертв угнетения, включая проекты по прекращению военного использования наземных мин в странах третьего мира, работу со «Свободой от голода» в Кении и Уганде, а также в качестве посла христианской помощи на Ближнем Востоке и в Африке. 
24 марта 2008 года она появилась в программе BBC Four, в которой звёзды The Frost Report воссоединились для вечера, посвященного 40-летию выпуска Frost Over England; Феликс спела «Blowin' in the Wind». В 2000-х годах она ежегодно выступала в театре Wynd, Мелроз, Шотландия. 
После возвращения в Великобританию Феликс до самой смерти жила в Чорливуде, Хартфордшир, Англия, продолжая записываться и выступать. В 2018 году она отметила свое 80-летие специальным концертом в театре Чаринг-Кросс, на котором выступили Джон Пол Джонс, певица Мэдлин Белл и композитор-аранжировщик-музыкант Джон Кэмерон (известный по сотрудничеству с Донованом и Hot Chocolate). Последний альбом Rock Me Goddess был выпущен в год её 80-летия. 
Скончалась 22 марта 2020 года после непродолжительной болезни. 

## Дискография

### Альбомы
- 1964 Julie Felix (Decca)
- 1965 2nd Album (Decca)
- 1966 3rd Album (Decca)
- 1966 Changes (Fontana) – UK No. 27
- 1967 In Concert (World)
- 1967 Flowers (Fontana)
- 1968 This World Goes Round and Round (Fontana)
- 1968 Julie Felix's World (Fontana)
- 1969 Going to the Zoo (Fontana)
- 1972 Clotho's Web (RAK)
- 1974 Lightning (EMI)
- 1977 Hota Chocolata (Monte Rosa)
- 1982 Colours in the Rain (Scranta)
- 1982 Blowing in the Wind (Scranta/Dingle's)
- 1987 Amazing Grace (Starburst)
- 1989 Bright Shadows (Remarkable)
- 1993 Branches in the Mist (Remarkable)
- 1995 Windy Morning (Remarkable)
- 1998 Fire – My Spirit (Remarkable)
- 2002 Starry Eyed and Laughing: Songs by Bob Dylan (Remarkable)
- 2008 Highway of Diamonds (Remarkable)
- 2013 La Que Sabe (She Who Knows)  (Remarkable)
- 2018 Rock Me Goddess (Talking Elephant)

### EP
- 1965 Sings Dylan & Guthrie (Decca)
- 1966 Songs from the Frost Report (Fontana)
- 1967 Songs from the Frost Report, Vol. 2 (Fontana)

### Некоторые синглы
- 1970 «If I Could (El Cóndor Pasa)» (RAK) – UK No. 19
- 1970 «Heaven Is Here» (RAK) – UK No. 22